# Irdabama
Irdabama, levde cirka 500 f.Kr., var en persisk godsägare som levde under Dareios I:s regeringstid.  Hon är berömd för de många dokument har funnit som beskriver hennes omfattande affärsverksamhet och landinnehav. Hennes identitet är okänd, men hon har föreslagits ha tillhört den kungliga familjen. 